# الأخنونية
الأُخْنونِيَّة هي موضعٌ تاريخيٌّ ضمن أعمال بغداد في العصر العبَّاسي. ذكرها الجُغرافيُّ ياقوت الحموي في معجمه، مُشيرًا إلى ضبط اسمها بضمِّ الهمزة ثم السكون، وضم النون، وواو ساكنة، ونون أخرى مكسورة، وياء مشددة. وقيل بأن الأخنونيَّة هي نفسها محلة حربي، إحدى محالِّ بغداد المعروفة آنذاك.

### فهرس المنشورات
1. ↑  الحموي (1977)، ج. 1، ص. 125.

### معلومات المنشورات كاملة
الكتب مرتبة حسب تاريخ النشر
- ياقوت الحموي (1977)، معجم البلدان (ط. 1)، بيروت: دار صادر، OCLC:1014032934، QID:Q114913343